# Damaeus chukchi
Damaeus chukchi är en kvalsterart som först beskrevs av Valerie M. Behan-Pelletier och Norton 1985.  Damaeus chukchi ingår i släktet Damaeus och familjen Damaeidae. Inga underarter finns listade i Catalogue of Life.